# 시바타역 (니가타현)
시바타역(일본어: 新発田駅)은 일본 니가타현 시바타시에 위치한 동일본 여객철도 · 일본화물철도의 철도역이자 화물역이다. 우에쓰 본선의 소속역이며, 하쿠신 선이 이 역을 기.종점으로 하고 있다. 섬식 승강장 1면 2선을 합친 2면 4선 구조의 승강장 형태를 갖춘 지상역이다.

## 타는 곳
| 0 | ■ 하쿠신 선   |      | 도요사카 · 니가타 방면                                        |
| 1 | ■ 우에쓰 본선 | 하행 | 사카마치 · 요네사카 선 방면 · 무라카미 · 사카타 · 아키타 방면 |
| 2 | ■ 우에쓰 본선 | 상행 | 스이바라 · 니쓰 방면                                          |
| 2 | ■ 하쿠신 선   |      | 도요사카 · 니가타 방면                                        |
| 3 | ■ 우에쓰 본선 |      | (대피 승강장)                                                 |
| 3 | ■ 하쿠신 선   |      | 도요사카 · 니가타 방면 (일부 열차)                            |

## 이용 현황
| 승차 인원 추이 | 승차 인원 추이 |
| 연도           | 1일 평균       |
| -------------- | -------------- |
| 2000           | 5,190          |
| 2001           | 5,144          |
| 2002           | 5,063          |
| 2003           | 4,910          |
| 2004           | 4,696          |
| 2005           | 4,520          |
| 2006           | 4,346          |
| 2007           | 4,172          |
| 2008           | 4,089          |
| 2009           | 3,948          |
| 2010           | 3,901          |
| 2011           | 3,910          |
| 2012           | 3,916          |
| 2013           | 3,971          |

## 역 주변
- 시바타 시청
- 시바타 시 커뮤니티 센터
- 스와 진자
- 국도 제290호선 · 국도 제460호선
- 니가타 현립 시바타 병원

## 인접 역
| 동일본 여객철도 우에쓰 본선 | 동일본 여객철도 우에쓰 본선                 | 동일본 여객철도 우에쓰 본선 |
| --------------------------- | ------------------------------------------- | --------------------------- |
| 도요사카 니가타 방면        | □ 특급 '베니바나' '라쿠라쿠트레인 무라카미' | 나카조 아키타 방면          |
| 나카우라 니쓰 방면          | ■ 보통                                      | 가지 아키타 방면            |
| 동일본 여객철도 하쿠신 선   |                                             |                             |
| 도요사카 니가타 방면        | □ 특급 '베니바나' '라쿠라쿠트레인 무라카미' | 나카조 아키타 방면          |
| 니시시바타 니가타 방면      | ■ 보통                                      | 시·종착역                   |